# Estelita Bustos
Estelita Sonia Bustos Espinoza (Pías, La Libertad, 3 de abril de 1978) es una abogada y política peruana. Fue congresista por la provincia constitucional del Callao para el periodo desde el 26 de julio de 2016 hasta el 30 de septiembre de 2019.

## Primeros años
Estudió la carrera de Derecho y Ciencias Políticas en la Universidad Católica Los Ángeles de Chimbote, cuenta con una especialización en Régimen Jurídico Municipal y Gestión Pública en la Sede Sapientiae y Escuela Mayor Municipal, egresada de la maestría en Gestión Pública en la Universidad San Martín.

## Carrera política
Postulo sin éxito al cargo de regidora provincial del Callao, por el Movimiento Regional Por Ti Callao en el 2014 en las Elecciones Municipales y Regionales 2014. 
Renunció al movimiento Por Ti Callao partido que llevó al poder al alcalde Pedro Lopez y el gobernador regional Dante Mandriotti para poder postular al congreso de la república. 
Postuló al Congreso de la República en las elecciones generales del Perú del 2016 en la lista del partido Fuerza Popular para representar a la Región del Callao.
En el 2016 fue elegida Congresista de la República del Perú para el periodo 2016-2021, dentro de las filas de Fuerza Popular y representando a la Provincia Constitucional del Callao.. El 31 de enero de 2018, renunció a la bancada de Fuerza Popular, en la actualidad pertenece al grupo parlamentario Cambio 21 o más conocida como la bancada Avengers autodenominado por su líder, el excongresista suspendido Kenji Fujimori.  El periodo de funciones fue de 27 de julio de 2016 al 30 de septiembre de 2019.  
Candidateo al Congreso en las Elecciones Congresales Extraordinarias 2020 como invitada como cabeza de lista por el Partido Solidaridad Nacional por Callao sin éxito.
Bustos fue candidata al Parlamento Andino con Avanza País en las elecciones generales de Perú de 2021.
Fue elegida como 1 er suplente del Parlamentario Andino Juan Carlos Ramírez Larisbescoa del Partido Avanza País.